# Giuseppe Boschi
Giuseppe Boschi (Vigone, 19 settembre 1810 – Torino, 23 dicembre 1891) è stato un prefetto e politico italiano.
Conte, fu Senatore del Regno a partire dalla XIII legislatura. Era già stato nominato a questa carica durante la XI legislatura, ma la nomina non venne ratificata dal Senato per carenza di titoli.
Sposato a Barbara Rodini ebbe due figlie, Ester e Maria. Fu inoltre Direttore delle carceri del Regno d'Italia dal 1861 al 1870 e successivamente Prefetto di Cuneo fino al 1877. Fu anche uno dei fondatori della Società Geografica Italiana.